# Donatowo (Drawsko Pomorskie)
Donatowo (deutsch Dohnafelde) ist eine kleine Siedlung in der Woiwodschaft Westpommern in Polen. Sie gehört zur Gmina Drawsko Pomorskie (Gemeinde Dramburg) im Powiat Drawski (Dramburger Kreis).

## Geographische Lage
Donatowo liegt 16 Kilometer südöstlich von Świdwin (Schivelbein) an der Ostseite des Jezioro Kłąckie (Klanziger See) und ist über eine Nebenstraße von Ostrowice aus zu erreichen.

## Geschichte
Dohnafelde wurde 1830 als Forstkolonie gegründet. Bis 1945 bildete Dohnafelde eine Landgemeinde im Landkreis Belgard (Persante) und gehörte mit diesem zur preußischen Provinz Pommern. Zur Landgemeinde Dohnafelde gehörten auch die Wohnplätze Klanzig am See und Wartensgrenz.
Die Fischerei im Klanziger See war seinerzeit sehr bedeutend. Der See gehörte dem Rittergutsbesitzer Moritz von Oppenfeld in Reinfeld (Bierzwnica). Die Acker- und Wiesenflächen boten ein anschauliches hügeliges Landschaftsbild, ließen sich aber sehr schwer bearbeiten. Das Dohnafelder Moor lieferte Torf lediglich für den Eigenbedarf.
1834 lebten in Dohnafelde 300 Einwohner, 1861 waren es 343, 1939 nur noch 243.
Bis 1945 gehörte Dohnafelde zum Amtsbezirk Klanzig, zum Standesamtsbezirk Klanzig sowie zum Amtsgerichtsbezirk Schivelbein. Letzter deutscher Gemeindebürgermeister war Hermann Uecker.
Anfang März 1945 marschierte die Rote Armee in Dohnafelde ein. 1945 kam Dohnafelde, wie alle Gebiete östlich der Oder-Neiße-Linie, an Polen. Die Bevölkerung wurde bis November 1945 vertrieben. Der Ortsname wurde zu „Donatowo“ polonisiert.
Das Dorf wurde bei Auflösung der Gmina Ostrowice (Gemeinde Wusterwitz) zum 1. Januar 2019 der Gmina Drawsko Pomorskie (Gemeinde Dramburg) zugeteilt. In der Gemeinde gehört das Dorf zum Schulzenamt Ostrowice (Wusterwitz).

## Kirche

### Kirchengemeinde
Dohnafelde war bis 1945 eine selbständige Kirchengemeinde, die sich mit der Kirchengemeinde Reinfeld und (ab 1933) mit der Kirchengemeinde Klützkow (Kluczkowo) zum Kirchspiel Reinfeld zusammengeschlossen hatte. Somit gehörte der Ort zum Kirchenkreis Schivelbein der Kirchenprovinz Pommern in der Evangelischen Kirche der Altpreußischen Union. Während das Kirchenpatronat für Reinfeld von Rittergutsbesitzer von Oppenfeld ausgeübt wurde, war Dohnafelde patronatsfrei. Letzter deutscher Pfarrer war Friedrich Gehrmann.
Heute gehört das Dorf zur Kirchengemeinde Koszalin (Köslin) in der Diözese Pommern-Großpolen der polnischen Evangelisch-Augsburgischen Kirche.

### Dorfkirche
Die Dohnafelder Kirche wurde im Jahre 1909 erbaut. Der Turm war im Oberteil mit Holz verkleidet und wurde von einem angewalmten Spitzdach gekrönt.

## Schule
Die einklassige Dorfschule wurde bis 1940 von Lehrer Reinhold Last, danach bis 1945 von Lehrer Busse geleitet.